# Pimpin' Phernelia
Albums de Dru Down
Can You Feel Me
(1996) Gangsta Pimpin'
(2002)
Pimpin' Phernelia est le quatrième album studio de Dru Down, sorti le 28 août 2001.
L'album s'est classé 15e au Top Independent Albums et 81e au Top R&B/Hip-Hop Albums.

## Liste des titres
| No  | Titre | Contient un (des) sample(s) de | Durée |
| --- | --- | ------------------------------ | ----- |
| 1.  | The Pimp Hunters                                                                                             |                                | 2:09  |
| 2.  | I'm a Pimp (Produit par N. Washington (BKA Nemo) et R. Holden (BKA R.H.))                                    | Brick House des Commodores     | 4:31  |
| 3.  | What's Wrong (Produit par N. Washington (BKA Nemo) et R. Holden (BKA R.H.))                                  |                                | 3:58  |
| 4.  | I'm Ready (Produit par Tone Capone)                                                                          |                                | 3:58  |
| 5.  | Life Story (featuring Johnny « Hook » Atkins – Produit par N. Washington (BKA Nemo) et R. Holden (BKA R.H.)) |                                | 4:00  |
| 6.  | No Underwear (featuring Enemy et Yukmouth – Produit par N. Washington (BKA Nemo))                            |                                | 3:51  |
| 7.  | I Do (featuring Space – Produit par N. Washington (BKA Nemo) et R. Holden (BKA R.H.))                        |                                | 3:32  |
| 8.  | Tha' Track                                                                                                   |                                | 1:48  |
| 9.  | Hey There, Hi There (Produit par N. Washington (BKA Nemo))                                                   |                                | 3:27  |
| 10. | You Know (Produit par N. Washington (BKA Nemo))                                                              |                                | 3:58  |
| 11. | Ms. Freaky                                                                                                   |                                | 1:12  |
| 12. | Nasty (featuring Bossa Nostra – Produit par N. Washington (BKA Nemo))                                        |                                | 3:24  |
| 13. | Money (Produit par N. Washington (BKA Nemo))                                                                 |                                | 3:46  |
| 14. | Let's Get High (Produit par N. Washington (BKA Nemo))                                                        |                                | 3:49  |
| 15. | Make U Wanna (Produit par N. Washington (BKA Nemo))                                                          |                                | 4:38  |
| 16. | Things May Change (Produit par N. Washington (BKA Nemo) et R. Holden (BKA R.H.))                             |                                | 3:38  |
| 17. | Lap Dance (featuring Sisco – Produit par N. Washington (BKA Nemo))                                           |                                | 3:58  |
| 18. | Convo W/ Lil Pimpydo (featuring Lil Pimpydo)                                                                 |                                | 1:17  |
| 19. | No. 2 (Produit par N. Washington (BKA Nemo))                                                                 |                                | 4:29  |